# Il gioco dell'assassino
Il gioco dell'assassino è un romanzo giallo per ragazzi scritto da Sandra Scoppettone e pubblicato negli Stati Uniti nel 1985 e in Italia per la prima volta nel 1986 da Arnoldo Mondadori Editore nella collana Giallo Junior e successivamente nella collana Il battello a vapore.

## Trama
La trama segue le vicende di Anna, che si è appena trasferita con la sua famiglia a Blue Haven Island, nel Maine. I suoi genitori hanno rilevato un ristorante locale, e Anna inizia a frequentare un gruppo di ragazzi del posto, tra cui Kirk, un giovane affascinante e popolare. Nonostante sia fidanzata con Tony, Anna si innamora di Kirk, che sembra ricambiare. Altri componenti del gruppo sono Charlotte, la fidanzata di Kirk, Nicki, sua sorella, Watson, ex di Charlotte, Larry e Dick. 
Una sera, prima di un temporale, il gruppo decide di giocare al "gioco dell'assassino" nel bosco vicino al ristorante. Le regole sono semplici: ognuno pesca un foglietto; chi trova la lettera "A" è l'assassino, chi trova la "P" è il poliziotto, e gli altri sono le potenziali vittime. Al segnale del poliziotto, tutti si nascondono, e dopo tre minuti l'assassino sceglie la sua vittima. Kirk viene trovato morto, pugnalato alla schiena con il suo stesso coltello a serramanico.
L'indagine ufficiale è condotta dall'agente di polizia locale Harvard Smolley, e subito i sospetti ricadono su Bill, il fratello di Anna, a causa dei suoi precedenti problemi con la giustizia. Determinata a scagionare il fratello, Anna decide di condurre una propria indagine. Interrogando i suoi amici, scopre che Kirk, apparentemente perfetto, era in realtà crudele e manipolatore, e ricattava tutti i componenti del gruppo.
Kirk aveva diffuso foto compromettenti della sorella Nicki, segretamente fidanzata con Bill, il fratello di Anna. Larry era stato costretto da Kirk a vendere droga e Charlotte era stata ripetutamente tradita e umiliata. Anche Watson nutriva rancore, perché Kirk gli aveva soffiato la fidanzata, mentre Dick si veniva disprezzato e trattato da tirapiedi. Infine Tony, il fidanzato di Anna, era sempre più geloso dell’interesse che lei sembrava nutrire per Kirk.
Man mano che Anna approfondisce le indagini, si rende conto che tutti avevano un motivo per desiderare la morte di Kirk. Alla fine, attraverso un'attenta analisi e mettendo insieme vari indizi, Anna scopre che l'assassino è Dick, l'amico di Kirk.